# محمدطاهر وادی
محمدطاهر وادی (زادهٔ ۱۸ مهر ۱۳۶۸) بازیکن والیبال اهل ایران و عضو تیم ملی والیبال ایران و تیم طبیعت است. محمدطاهر وادی سابقهٔ حضور در تیم ملی جوانان ایران را دارد و در مسابقات انتخابیِ والیبال قهرمانی جهان ۲۰۱۴ و انتخابی المپیک ۲۰۱۲ عضو تیم ملی والیبال ایران بود. طاهر وادی برای لیگ جهانی ۲۰۱۴ دوباره به تیم ملی ایران دعوت شد. وادی در اوایل سال ۱۳۹۸ به باشگاه والیبال سپاهان اصفهان پیوست.